# Bra (Piemont)

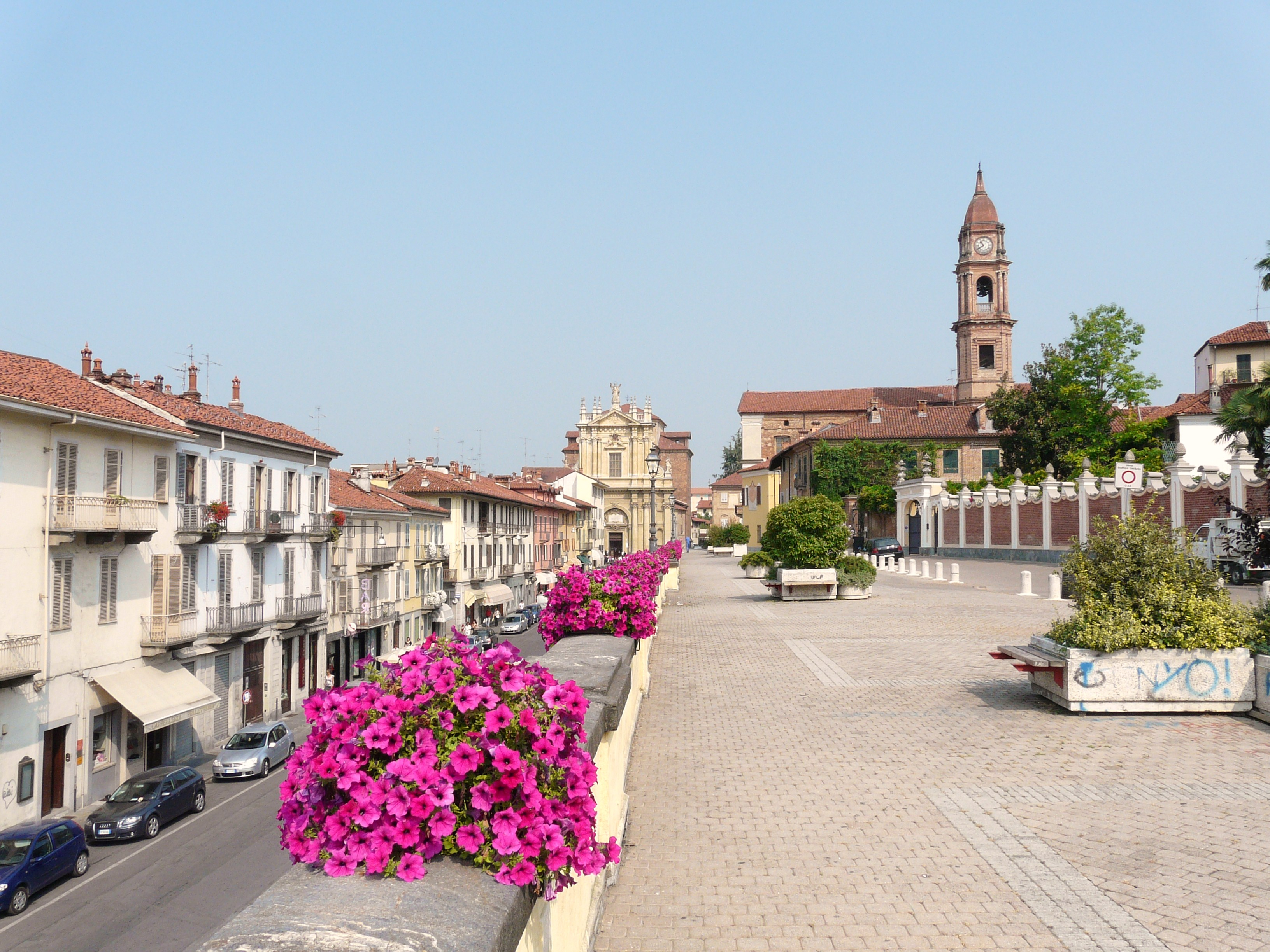
Im Zentrum von Bra

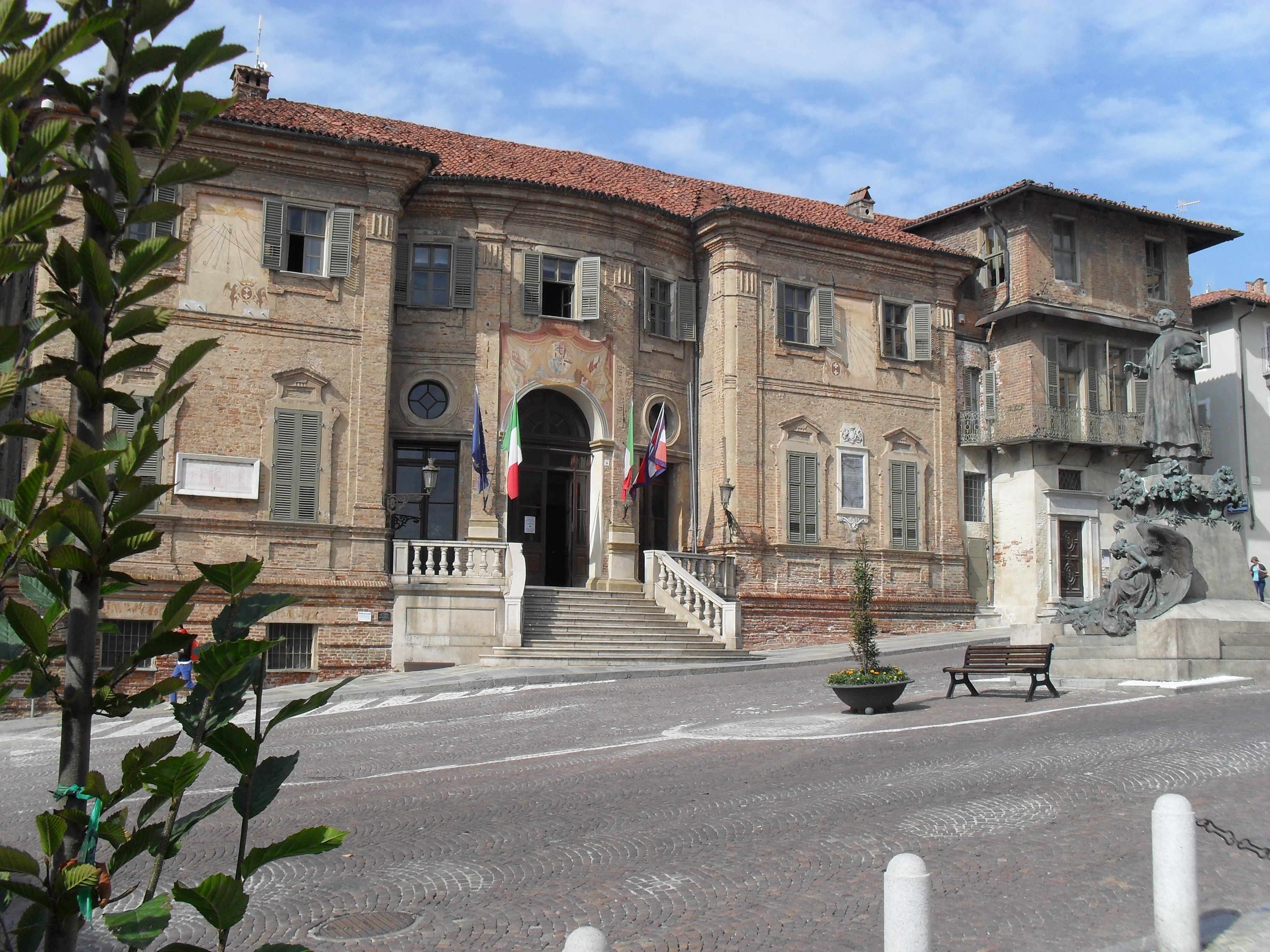
Palazzo comunale (Rathaus)

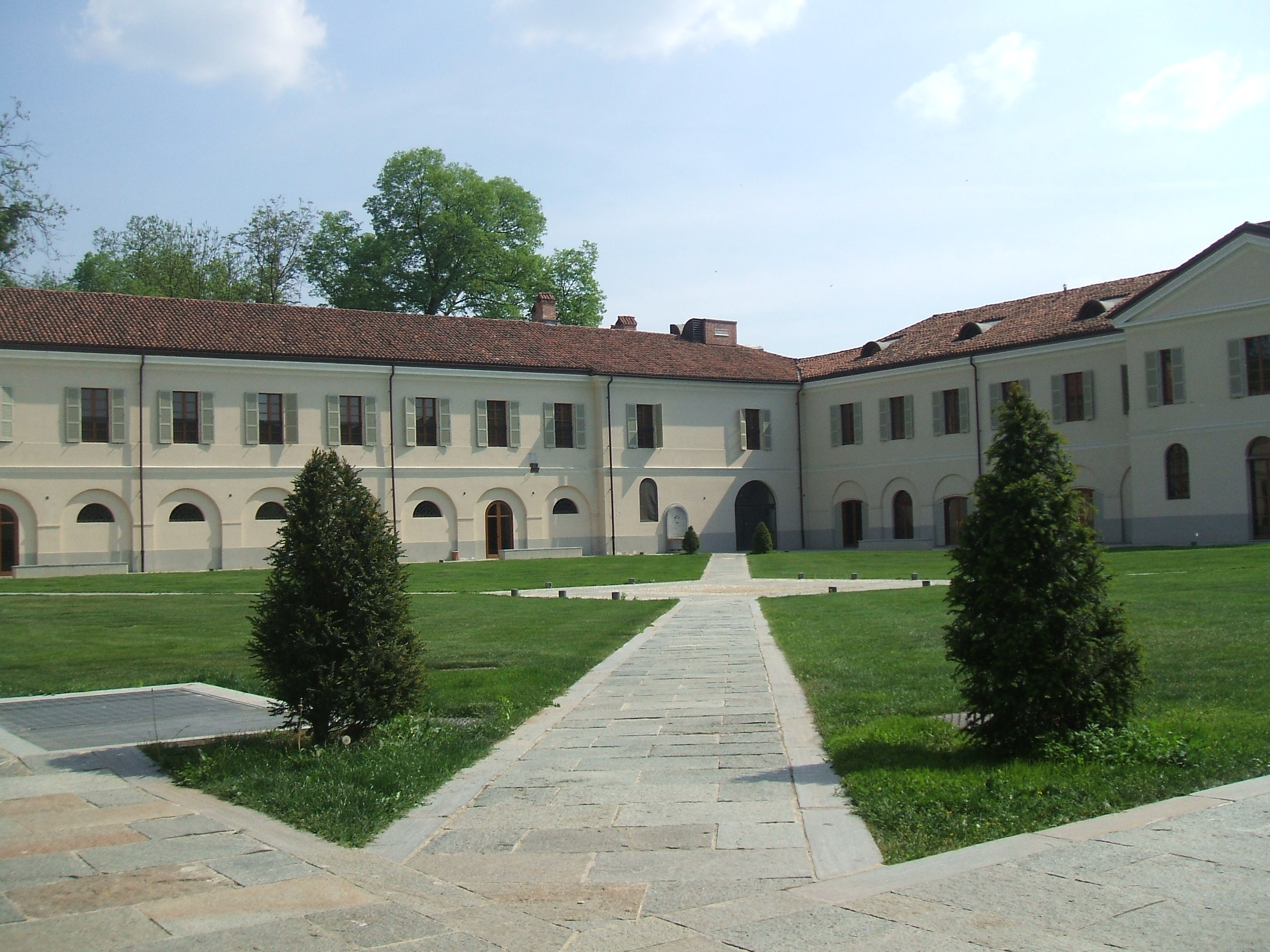
Università di Scienze Gastronomiche

Bra [ˈbra] ist eine Gemeinde in der italienischen Provinz Cuneo (CN) der Region Piemont.  

## Lage und Einwohner
Die Stadt liegt im Roero, 16 km westlich von Alba, 49 km südlich von Turin und 50 km nordöstlich von der Provinzhauptstadt Cuneo entfernt, im Tal des Tanaro. Die Gemeinde besteht aus den Ortsteilen Pollenzo, San Matteo, San Michele, Bandito und Bra und hat 29.722 Einwohner (Stand 31. Dezember 2024).
Die Nachbargemeinden sind Pocapaglia, Cherasco, Sanfrè, Cervere und Marene.

## Politik
Bruna Sibille (PD) wurde im Juni 2009 als Nachfolgerin vom Camillo Scimone (PdL), der nicht mehr kandidierte, zur Bürgermeisterin gewählt. Im Jahr 2014 wurde sie durch Wahl im Amt bestätigt. Ihr Mitte-links-Bündnis, das über 9 von 20 Sitze verfügt, hat keine Mehrheit im Gemeinderat.

## Gemeindepartnerschaften
- Spreitenbach im Schweizer Kanton Aargau, seit 1988
- Weil der Stadt in Baden-Württemberg, seit 2001
- San Sosti in Kalabrien, seit 2007
- Corral de Bustos in der Provinz Córdoba, seit 2007

## Wirtschaft
Die Käseindustrie, die unter anderem den Bra-Käse herstellt, ist ein bedeutender lokaler Industriezweig. Alle zwei Jahre im September findet in Bra die internationale Käse-Messe Cheese statt.
Die italienische Slow-Food-Bewegung wurde in Bra gegründet und ist dort auch stark vertreten, viele Unternehmen vermarkten ihre Produkte unter diesem Label. Slow Food hat noch heute seinen Sitz in Bra und betreibt im Ortsteil Pollenzo die Università di Scienze Gastronomiche.
Die Stadt ist außerdem Mitglied der Cittàslow, einer 1999 ebenfalls in Bra gegründeten Bewegung zur Entschleunigung und Erhöhung der Lebensqualität in Städten.

## Sport
Wichtigster lokaler Sport ist das Feldhockey. In Bra ansässig sind der HC Bra (Herren) und die H.F. Lorenzoni (Damen), italienischer Rekordmeister.
Am 9. Juni 1994 war Bra Zielort der 19. Etappe des Giro d’Italia, es siegte Massimo Ghirotto.

## Söhne und Töchter der Stadt
- Giuseppe Benedetto Cottolengo (1786–1842), Theologe, Ordensgründer, Heiliger der römisch-katholischen Kirche
- Enrico Fissore (* 1939), Opernsänger (Bass)
- Adriana Cavarero (* 1947), italienische Philosophin und Frauenrechtlerin
- Emma Bonino (* 1948), italienische Politikerin
- Carlo Petrini (* 1949), Gründer von Slow Food
- Gianna Gancia (* 1972), Politikerin
- Noemi Vola (* 1993), Kinderbuchautorin und Illustratorin